# Johann Christian Volkhart
Johann Christian Volkhart (* 25. Juni 1740 in Meiningen; † 4. Januar 1823 in Schalkau) war ein deutscher evangelischer Geistlicher.

## Leben

### Familie
Johann Christian Volkhart war der Sohn des Waisenpredigers und Collaborators Johann Georg Volkhart († 1761), der 1746 nach Frauenbreitungen versetzt und dort zum Superintendenten ernannt wurde. Seine Mutter war Catharina Margaretha (geb. Zinkin) aus Friedelshausen und sein älterer Bruder war Johann Georg Wilhelm Volkhart (* 11. Oktober 1731 in Meiningen; † 28. Mai 1800), Generalsuperintendent in Meiningen.
Am 18. April 1769 heiratete er Elisabeth Friederika Felicitas († im Juni 1808), einzige Tochter des Kirchenpropstes Georg Albert Meder; gemeinsam hatten sie vier Söhne und zwei Töchter. 1788 verlor er seinen fünfjährigen Sohn, dem er beispielgebend natürliche Blattern hatte inokulieren lassen. 
Als Johann Christian Volkhart starb, lebten noch ein Sohn und die zwei Töchter.

### Werdegang
Seine schulische Ausbildung erhielt Johann Christian Volkhart anfangs durch seine Eltern und später durch seinen älteren Bruder, bis er 1755 in die oberste Klasse des Lyzeums (heute Henfling-Gymnasium Meiningen) in Meiningen kam; er hatte dort unter anderem Unterricht bei Johann Karl August Musäus (1719–1782).
Am 28. April 1759 immatrikulierte er sich zu einem Theologiestudium an der Universität Jena und besuchte die philosophischen Vorlesungen bei Joachim Georg Darjes und Lorenz Johann Daniel Suckow sowie die theologischen Vorlesungen bei Johann Georg Walch, Johann Ernst Immanuel Walch, Johann Christoph Köcher, Karl Gotthelf Müller, Johann Friedrich Hirt und Johann Gottfried Tympe.
Nach dem Tod seines Vaters bewarb er sich 1761 als Hauslehrer bei Friedrich Ernst Creutznacher (1726–1791), Pfarrer in Oßmannstedt und späterer Superintendent in Dornburg. Dort unterrichtete er auch den Sohn des Pächters Christian Stark und konnte den Vater veranlassen, seinen Sohn Johann Christian Stark studieren zu lassen, sodass dieser später Mediziner und Hochschullehrer wurde.
1765 wurde er, auf Anraten seines Bruders, Konrektor an dem Lyzeum in Meiningen. Weil sein Bruder, ebenso wie er selbst zu diesem Zeitpunkt unverheiratet waren, zogen sie in einen gemeinsamen Hausstand. Sie führten eine gemeinschaftliche Kasse, die sie unter anderem auch dazu verwandten, bedürftigen Schülern einen Freitisch zu gewähren sowie auch verschiedene Missionsgesellschaften zu unterstützen.
1773 erfolgte dann seine Ernennung zum Rektor des Lyzeums; zu seinen Schülern gehörten unter anderem Johannes Walch, Ernst Julius Walch und Theodor Gottlieb Carl Keyßner.
Er wurde 1781 Diakon an der Stadtkirche Meiningen und erhielt den Titel eines Adjunkten; 1792 wurde er dann zum Superintendenten in Schalkau ernannt.
Kurz vor seinem Tod ernannte ihn der Herzog Bernhard II. noch zum Konsistorialrat; anlässlich dieser Ernennung schrieb er einem Freund, bald wird der junge Consistorialrath den alten Superintendenten zu Grabe begleiten.

### Berufliches und schriftstellerisches Wirken
Johann Christian Volkhart beherrschte die hebräische Sprache und studierte intensiv Kirchengeschichte, Dogmatik und Exegese. Weiterhin beschäftigte er sich unter anderem mit Algebra, Logik, Metaphysik und der deutschen Sprachlehre und am Lyzeum lehrte er als Erster nach der deutschen Grammatik. Er hatte auch ein Idioticon des Meininger Dialektes und später auch des Schalkauer Dialektes angefertigt; das deutsche Jiddisch beherrschte er so gut, dass er es auch lehren konnte. Johann Christian Volkhart las die deutschen Dichter Johann Christoph Gottsched, Christian Fürchtegott Gellert, Johann Friedrich von Cronegk sowie Friedrich Gottlieb Klopstock und dichtete auch selbst. Er führte auch eine umfangreiche Bibliothek an älteren Schriften und hatte ein Mineralien- und Münzkabinett angelegt.
Er setzte sich für förderungswürdige Schüler besonders ein und konnte unter anderem Johann Heinrich Schröder, den talentierten Sohn eines Leinwebers, mit Unterstützung durch Herzog Georg I., zur Ausbildung zum Maler Johann Heinrich Tischbein der Ältere nach Kassel senden, der später als Hofmaler in Braunschweig angestellt wurde.
Johann Christian Volkhart schlug die Gründung eines Landschullehrerseminars vor und trat gemeinsam mit seinem Bruder einem Kreis bei, das nicht nur zu Bildung des Seminars führte, sondern auch die Bildung der Freimaurerloge Charlotte zu den drei Nelken bewirkte; die Loge trat daraufhin als Förderin des Seminars gegenüber dem Herzog auf. Der erste Rektor der Schule wurde sein ehemaliger Schüler Ernst Julius Walch.
Während seiner Zeit als Diakon war er Mitarbeiter der Jenaischen Allgemeinen Literaturzeitung, in der er Rezensionen von Erbauungsschriften veröffentlichte; gelegentlich veröffentlichte er auch Rezensionen in der Gothaischen Gelehrten Zeitungen.